# Asüna
A Asüna foi uma empresa automobilística de produtos sob licença, para a produção de modelos de veículos do grupo General Motors em território canadense. Foi criada em contrapartida à empresa Geo e como sucessora da Passport, que tinham a mesma intenção de negócio, a produção sob licença.

## Lista de modelos
| Nome      | Anos de produção | Licenciado do modelo | Imagem          |
| --------- | ---------------- | -------------------- | --------------- |
| Sunfire   | 1993             | Isuzu Impulse        | Asüna Sunfire   |
| Sunrunner | 1992-1993        | Suzuki Escudo        | Asüna Sunrunner |
| SE/GT     | 1993             | Daewoo LeMans        | 1993 Asüna GT   |